# Fäder och söner

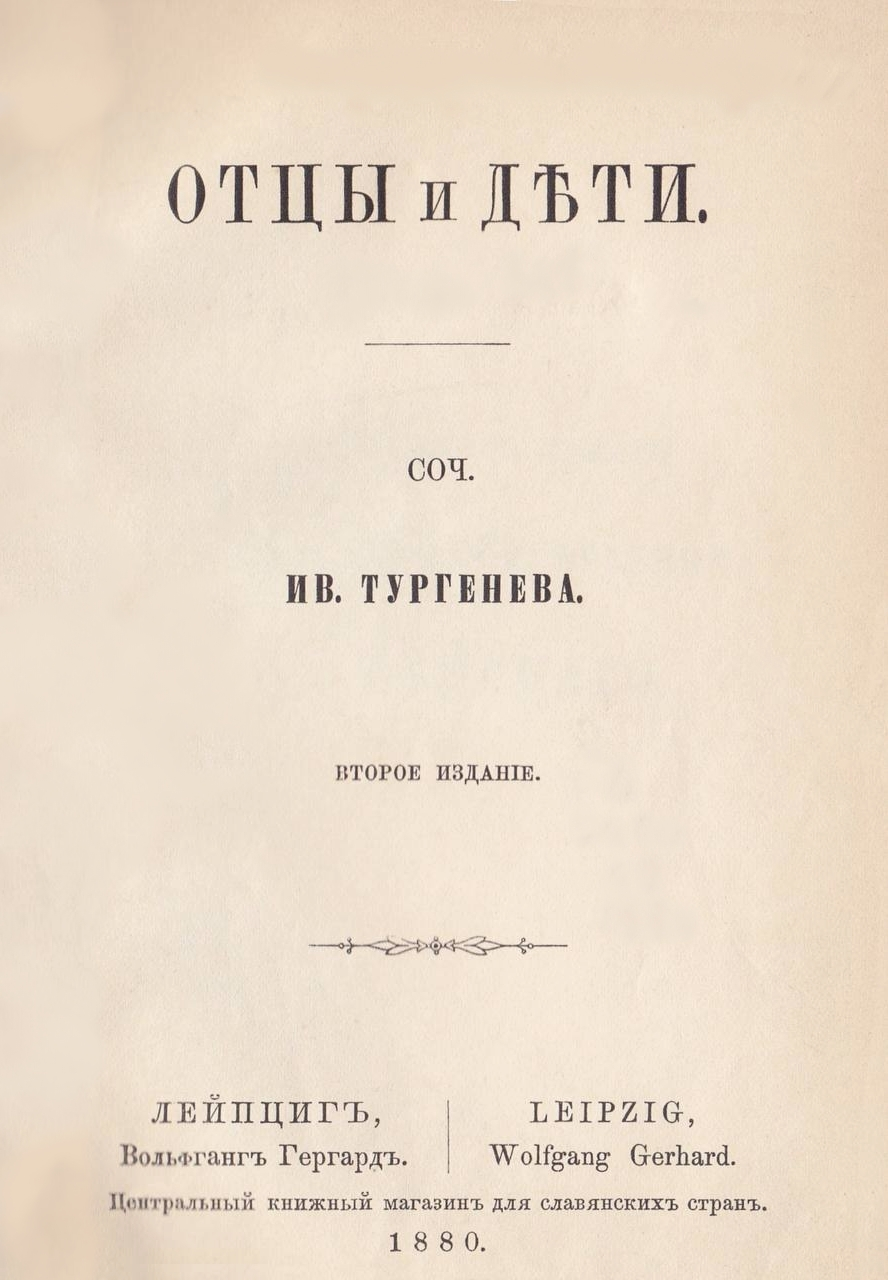
Titelsidan för den andra upplagan (Leipzig, Tyskland, 1880)

Fäder och söner (ryska: Отцы и дети) är en roman från 1862 av den ryske författaren Ivan Turgenjev. Romanen publicerades i svensk översättning första gången 1878 (av Josef Natanael Nyman, från den franska 1863 av Prosper Mérimée).
Huvudpersonen, Jevgenij Bazarov, är en ung läkare som saknar tro på allt. Han är materialist och nihilist. Men samtidigt hjälper han i det tysta fattiga och sjuka och dör själv ung, smittad av tyfus. Beteckningen nihilister på 1800-talets ryska radikaler, härstammar från honom.